# Hvozdík Lumnitzerův

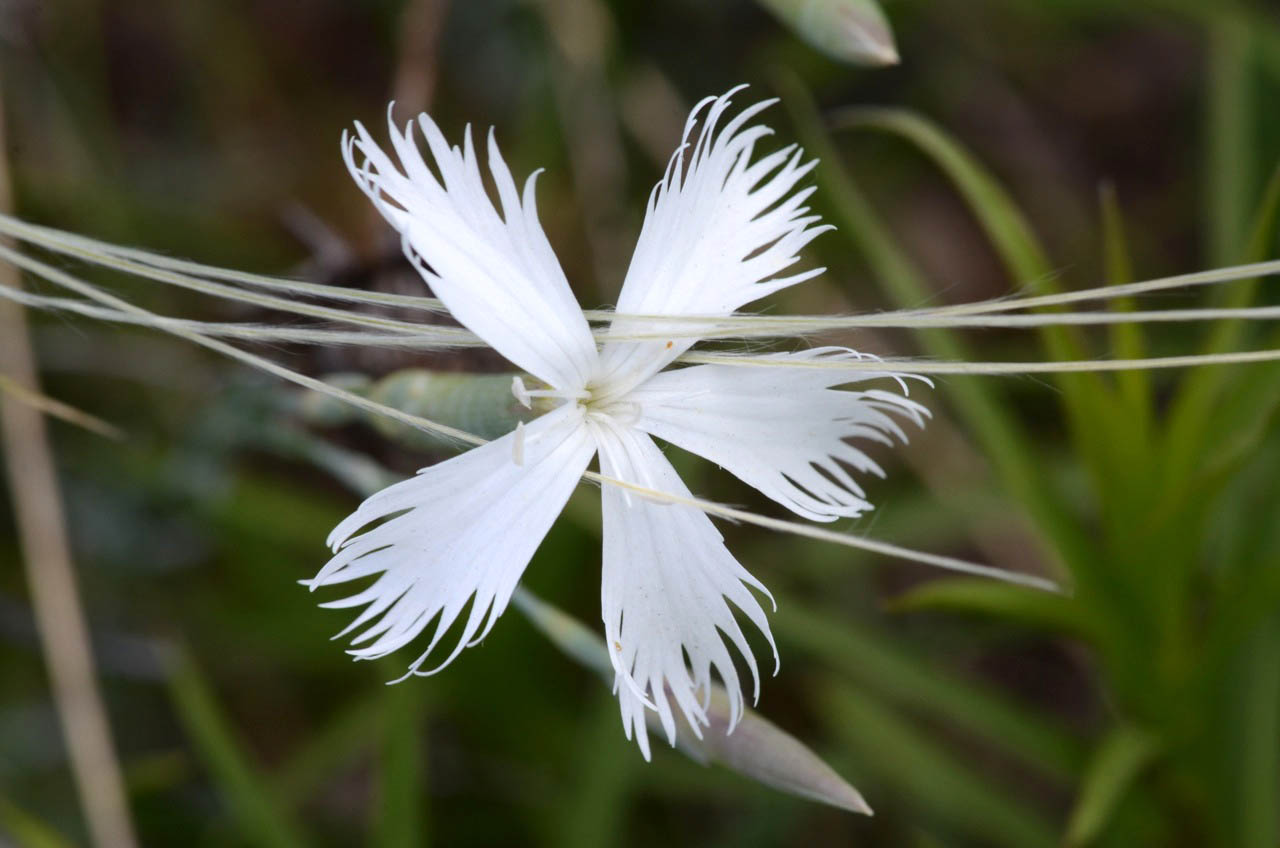
Květ hvozdíku Lumnitzerova

Hvozdík Lumnitzerův (Dianthus lumnitzeri) je nízká, bíle kvetoucí rostlina řídce se vyskytující v pahorkatinách s vápencovitým podložím. Tento druh z rodu hvozdík se v české přírodě vyskytuje vzácně a hrozí mu vyhynutí.

## Rozšíření
Druh roste v panonské Střední Evropě, na jihovýchodě České republiky (Pavlovské vrchy), jihozápadě Slovenska (Malé Karpaty), na severozápadě Maďarska (Pilišské vrchy) a severovýchodě Rakouska (Hainburské vrchy). Již z vyjmenovaných míst je zřejmé, že se vyskytuje převážně v teplých pahorkatinách. Na Pálavě roste pouze ve čtyřech lokalitách: Děvín, Růžový vrch, Martinka a Stolová. Pokusně byl v Čechách vysázen v přírodní rezervaci Střemošická stráň v okrese Chrudim.

## Ekologie
Vyskytuje se na světlých a nezastíněných stanovištích, hlavně na vápencových skalách. Obvykle roste ve skalních štěrbinách a na kamenitých svazích a plošinkách. Osídluje špatně přístupná místa, což ho částečně chrání před zvěří a neukázněnými turisty.

## Popis
Vytrvalá trsnatá, šedozelená, výrazně ojíněná bylina dorůstající do výšky od 10 do 15 cm. Vyrůstá z dlouhého, kůlovitého, vícehlavého kořene, který je uzpůsoben pro vnikání do skalních štěrbin. Vystoupavá až přímá lodyha, se třemi až šesti lodyžními články, je porostlá čárkovitými listy jež jsou tuhé, přímo nebo šikmo odstávají a na vrcholu jsou náhle zúžené.
Vonné, pětičetné, oboupohlavné květy vyrůstají po jednom až třech na lodyze. Dva páry listenů jsou podlouhlé až elipsovité a krátce špičaté. Lístky válcovitého kalichu jsou šedě zelené, trojúhelníkovité, asi 15 mm dlouhé a po okraji blanité. Korunní lístky jsou převážně bílé, obvejčité, někdy oddálené, až 10 mm dlouhé a na konci do hloubky 3 mm nepravidelně roztřepené. Kvete poměrně krátce, obvykle v květnu a červnu. Po opylení hmyzem, nejčastěji blanokřídlým, vzniká tobolka obsahující množství drobných semena uvolňujících se postupně.

## Rozmnožování
Vegetativně se rozmnožuje rozrůstáním trsů které mohou být plošně rozsáhlé. Generativně se druh šíří semeny vypadávajícími obvykle do blízkosti rostliny.

## Ohrožení
Nebezpečí vyhynutí hvozdíku Lumnitzerova v Česku plyne hlavně z malého počtu lokalit a nepříliš rozsáhlého areálu výskytu. Je ohrožován nejvíce sešlapáváním a vyrýpáváním trsů nedisciplinovanými skalničkáři, okusem a rozhrabáváním zvěří a zarůstáním stanovišť náletovými rostlinami. Proto je „Vyhláškou MŽP ČR č. 395/1992 Sb. ve znění vyhl. č. 175/2006 Sb.“ prohlášen za druh silně ohrožený (§2) a „Červeným seznamem cévnatých rostlin České republiky“ dokonce za druh kriticky ohrožený (C1r).